# Doug Lidster
John Douglas Andrew "Doug" Lidster, född 18 oktober 1960, är en kanadensisk före detta professionell ishockeyback som tillbringade 16 säsonger i den nordamerikanska ishockeyligan National Hockey League (NHL), där han spelade för ishockeyorganisationerna Vancouver Canucks, New York Rangers, St. Louis Blues och Dallas Stars. Han producerade 343 poäng (75 mål och 268 assists) samt drog på sig 679 utvisningsminuter på 897 grundspelsmatcher. Han spelade också på lägre nivå för Colorado College Tigers (Colorado College) i National Collegiate Athletic Association (NCAA).
Lidster draftades i sjunde rundan i 1980 års draft av Canucks som 133:e spelaren totalt.
Han vann Stanley Cup med Rangers för säsongen 1993–1994.
Efter spelarkarriären har han varit assisterande tränare för Medicine Hat Tigers (WHL), både Kanadas herr- och damlandslag, Texas Stars (AHL) och Canucks samt vart tränare för Saginaw Spirit (OHL).

## Statistik
| 1977–1978   | Kamloops Chiefs         | BCJHL       | 64  | 24 | 39  | 63  | 46  | —  | — | —  | —  | —  |
|             | Seattle Breakers        | WHL         | 2   | 0  | 0   | 0   | 0   | —  | — | —  | —  | —  |
| 1978–1979   | Kamloops Chiefs         | BCJHL       | 59  | 36 | 47  | 83  | 50  | —  | — | —  | —  | —  |
| 1979–1980   | Colorado College Tigers | NCAA        | 39  | 18 | 25  | 43  | 52  | —  | — | —  | —  | —  |
| 1980–1981   | Colorado College Tigers | NCAA        | 36  | 10 | 30  | 40  | 54  | —  | — | —  | —  | —  |
| 1981–1982   | Colorado College Tigers | NCAA        | 36  | 13 | 22  | 35  | 32  | —  | — | —  | —  | —  |
| 1982–1983   | Colorado College Tigers | NCAA        | 34  | 15 | 41  | 56  | 30  | —  | — | —  | —  | —  |
| 1983–1984   | Vancouver Canucks       | NHL         | 8   | 0  | 0   | 0   | 4   | 2  | 0 | 1  | 1  | 0  |
|             | Kanada                  |             | 59  | 6  | 20  | 26  | 28  | —  | — | —  | —  | —  |
| 1984–1985   | Vancouver Canucks       | NHL         | 78  | 6  | 24  | 30  | 55  | —  | — | —  | —  | —  |
| 1985–1986   | Vancouver Canucks       | NHL         | 78  | 12 | 16  | 28  | 56  | 3  | 0 | 1  | 1  | 2  |
| 1986–1987   | Vancouver Canucks       | NHL         | 80  | 12 | 51  | 63  | 40  | —  | — | —  | —  | —  |
| 1987–1988   | Vancouver Canucks       | NHL         | 64  | 4  | 32  | 36  | 105 | —  | — | —  | —  | —  |
| 1988–1989   | Vancouver Canucks       | NHL         | 63  | 5  | 17  | 22  | 78  | 7  | 1 | 1  | 2  | 9  |
| 1989–1990   | Vancouver Canucks       | NHL         | 80  | 8  | 28  | 36  | 36  | —  | — | —  | —  | —  |
| 1990–1991   | Vancouver Canucks       | NHL         | 78  | 6  | 32  | 38  | 77  | 6  | 0 | 2  | 2  | 6  |
| 1991–1992   | Vancouver Canucks       | NHL         | 66  | 6  | 23  | 29  | 39  | 11 | 1 | 2  | 3  | 11 |
| 1992–1993   | Vancouver Canucks       | NHL         | 71  | 6  | 19  | 25  | 36  | 12 | 0 | 3  | 3  | 8  |
| 1993–1994   | New York Rangers        | NHL         | 34  | 0  | 2   | 2   | 33  | 9  | 2 | 0  | 2  | 10 |
| 1994–1995   | St. Louis Blues         | NHL         | 37  | 2  | 7   | 9   | 12  | 4  | 0 | 0  | 0  | 2  |
| 1995–1996   | New York Rangers        | NHL         | 59  | 5  | 9   | 14  | 50  | 7  | 1 | 0  | 1  | 6  |
| 1996–1997   | New York Rangers        | NHL         | 48  | 3  | 4   | 7   | 24  | 15 | 1 | 5  | 6  | 8  |
| 1997–1998   | New York Rangers        | NHL         | 36  | 0  | 4   | 4   | 24  | —  | — | —  | —  | —  |
| 1998–1999   | Dallas Stars            | NHL         | 17  | 0  | 0   | 0   | 10  | 4  | 0 | 0  | 0  | 2  |
|             | Kanada                  |             | 38  | 4  | 15  | 19  | 64  | —  | — | —  | —  | —  |
| NHL totalt  | NHL totalt              | NHL totalt  | 897 | 75 | 268 | 343 | 679 | 80 | 6 | 15 | 21 | 64 |
| NCAA totalt | NCAA totalt             | NCAA totalt | 145 | 56 | 118 | 174 | 168 | —  | — | —  | —  | —  |

### Internationellt
| Källa:        | Källa:        | Källa:        |         | Utv = Utvisningsminuter | Utv = Utvisningsminuter | Utv = Utvisningsminuter | Utv = Utvisningsminuter | Utv = Utvisningsminuter |
| År            | Lag           | Mästerskap    | Matcher | Mål                     | Assists                 | Poäng                   | Utv                     |                         |
| ------------- | ------------- | ------------- | ------- | ----------------------- | ----------------------- | ----------------------- | ----------------------- | ----------------------- |
| 1984          | Kanada        | OS            | 7       | 0                       | 2                       | 2                       | 2                       |                         |
| 1985          | Kanada        | VM            | 10      | 3                       | 1                       | 4                       | 4                       |                         |
| 1990          | Kanada        | VM            | 10      | 1                       | 0                       | 0                       | 6                       |                         |
| 1991          | Kanada        | VM            | 10      | 1                       | 4                       | 5                       | 8                       |                         |
| Senior totalt | Senior totalt | Senior totalt | 37      | 5                       | 7                       | 11                      | 20                      |                         |